# Gustavo Martínez Zuviría (hijo)
Gustavo Adolfo Martínez Zuviría (Santa Fe, 1915-1991) fue un militar argentino con actuación en la política.

## Primeros años
Nació el 28 de diciembre de 1915 en Santa Fe y sus padres fueron Gustavo Martínez Zuviría y Matilde de Iriondo. Tuvo once hermanos: Myriam, Matilde, Jorge Miguel, Graciela, Ruth, Hugo, Beatriz, Marcelo, Teresa, Magdalena Sofía y María Elena. Su hermano Jorge Miguel llegó a brigadier general y comandante en jefe de la Fuerza Aérea Argentina.
Estudió en el Colegio del Salvador en Buenos Aires y en el Mount St. Mary College en Inglaterra; luego en el Colegio Militar de la Nación, egresando como subteniente de caballería en 1938, y en la Escuela Superior de Guerra donde se graduó como oficial del estado mayor. Fue un egresado de la promoción 64. La misma promoción de Alejandro Agustín Lanusse, Mario Adolfo Fonseca y Nicolás Cándido Hure.

## Carrera militar
Tomó parte en el levantamiento contra el general Juan Domingo Perón, el cual fracasó, siendo juzgado y condenado a tres años de prisión; luego participó en el golpe de Estado de 1955. Fue oficial de caballería en el Regimiento de Granaderos a Caballo, profesor de historia militar en el Colegio Militar de la Nación y jefe del Regimiento 3 de Caballería. Entre 1955 y 1957 fue agregado militar en Perú. En 1958 dirigió el Colegio Militar de la Nación y luego, por un corto tiempo, la Escuela Superior de Guerra; además, fue inspector de Caballería, siendo más tarde director del Centro de Instrucción de Caballería y comandante de la 2.ª División de Caballería. En 1963 fue ascendido a general de brigada y en 1966, a general de división.
En 1961 publicó “Los tiempos de Mariano Necochea”, obra que ganó el concurso estímulo a la literatura militar argentina y por la que el gobierno peruano lo distinguió; además, escribió artículos acerca de historia y colaboró en los periódicos El Comercio y Tribuna, ambos de Lima (Perú) y en diversas revistas históricas y militares.
En 1963 fue director del Centro de Instrucción de Caballería en Campo de Mayo. A principios de 1964 fue comandante -sería el último- de la 2.ª División de Caballería con asiento en Concordia. Así, a finales de 1964 fue designado comandante -el primero- de la II Brigada de Caballería Blindada con asiento en Paraná, creada en reemplazo de la 2.ª División de Caballería.
En 1965 es nombrado segundo comandante y jefe de Estado Mayor del III Cuerpo de Ejército en Córdoba. El 28 de junio de 1966, al realizarse el golpe militar que depuso al presidente Arturo Umberto Illia, Martínez Zuviría se presentó en la Casa de Gobierno de Córdoba, a fin de concretar la usurpación del poder en la provincia mediterránea. Ante la negativa del vicegobernador a cargo del Poder Ejecutivo, Hugo Leonelli, de abandonar el edificio, ordenó a dos soldados que lo retiraran por la fuerza. Martínez Zuviría fue interventor por espacio de un mes, hasta el 27 de julio de 1966.
En 1967 es nombrado comandante del I Cuerpo de Ejército en Buenos Aires.
Entre 2 de septiembre de 1970 y el 16 de mayo de 1973 fue embajador de Argentina en el Reino Unido.
Fue distinguido como Gran Oficial de la Orden Militar de Ayacucho (Perú), con la Gran Cruz al Mérito (Alemania), Comendador de la Orden del Sol (Perú) y Caballero de la Orden del Pacificador Marqués de Caixas (Brasil).
Falleció el 17 de abril de 1991.